# Abigail Williams (Juicios de Salem)

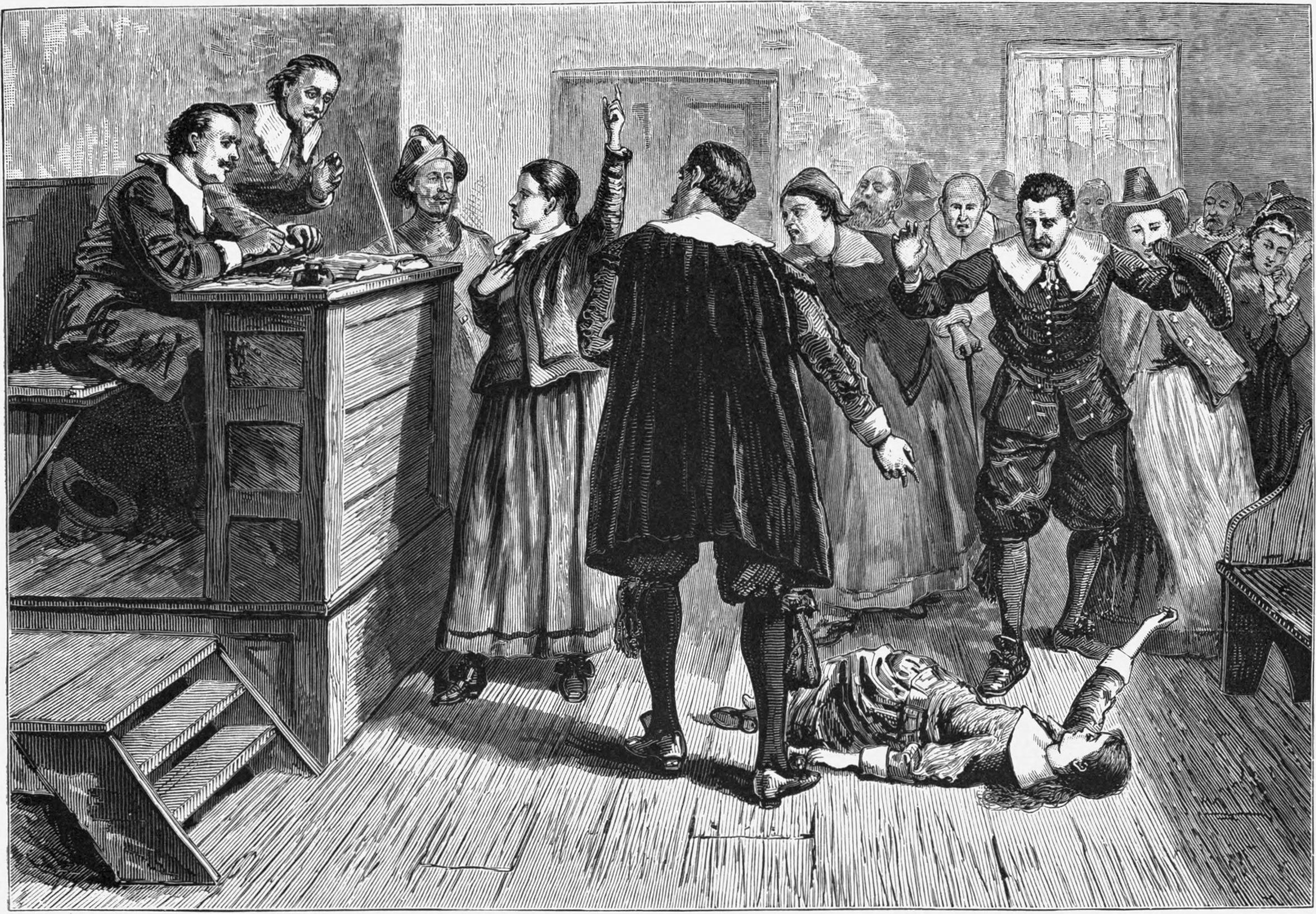
Abigail Williams (Juicios de Salem)

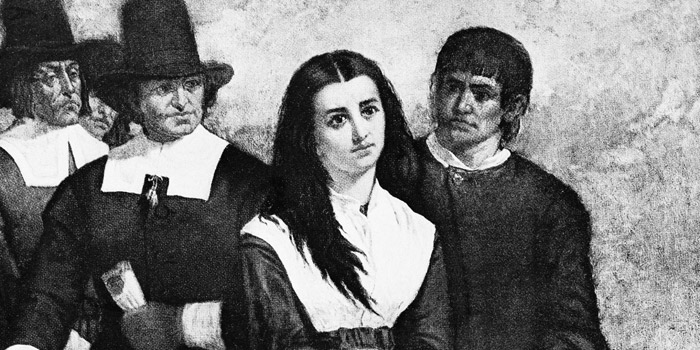
Abigail Williams (Juicios de Salem)

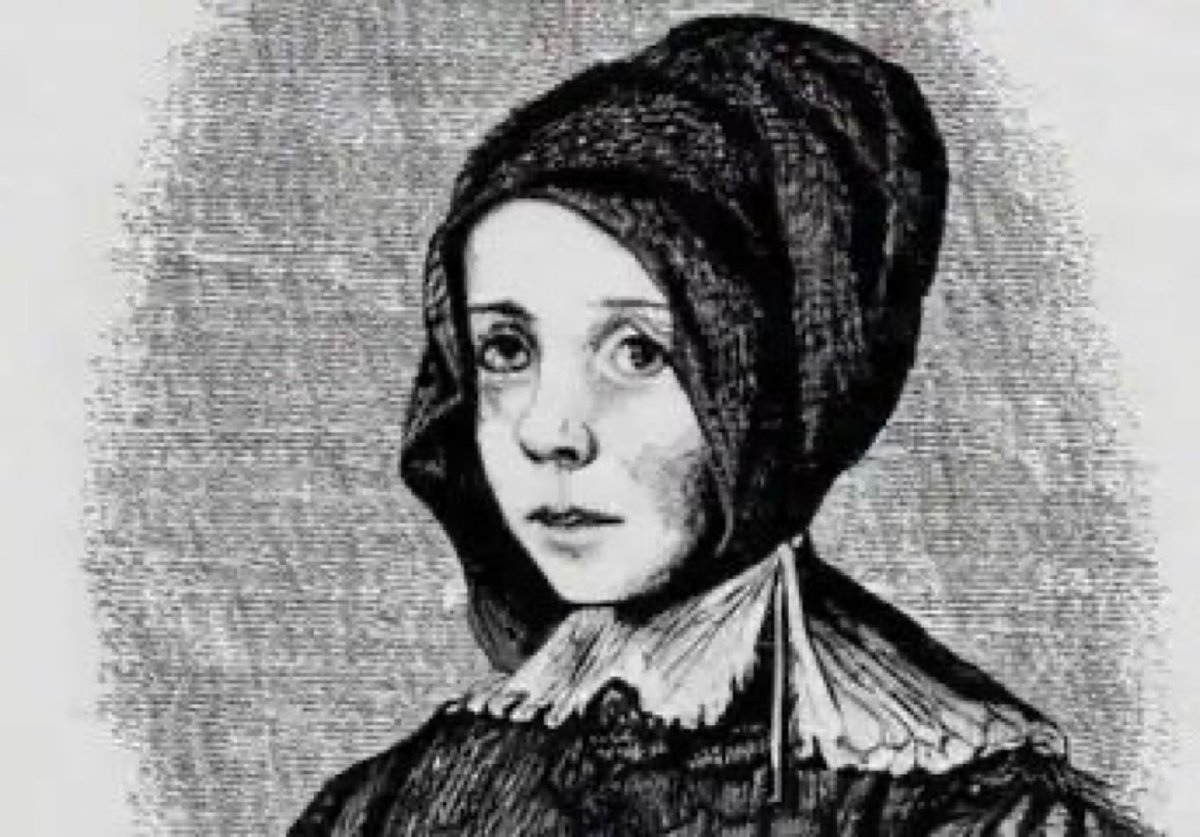
Abigail William

Abigail Williams (12 de julio de 1680 - octubre de 1697) fue una de las primeras acusadoras en los Juicios de Salem de 1692, juicios que llevaron a prisión a más de 150 personas, supuestamente brujas.

## Historia
Abigail y su prima Betty Parris fueron las primeras acusadoras en los Juicios de Salem de 1692. Abigail, de 11 años, vivía entonces con su tío Samuel Parris, tras la muerte de sus padres en un ataque indio. De acuerdo al testimonio del reverendo Deodat Lawson, Abigail y su prima Betty comenzaron a tener ataques, en los que corrían en torno a las habitaciones agitando sus brazos, se agachaban debajo de las sillas y trataban de subir por la chimenea. Según el reverendo Lawson, sus cuerpos se retorcían en posiciones imposibles.
Estos hechos afectaron a los habitantes de Salem, por lo que Samuel Parris, ministro local, decidió llamar a un médico que pudiera determinar las causas de este extraño comportamiento. El médico, William Griggs, al no entender el causante de tal aflicción y creyendo que no era de origen médico, sugiere entonces la posibilidad de que se tratase de brujería. Se le ordenó pues a uno de los esclavos del señor Parris, Tituba, la preparación de un "pastel de brujas" —hecho de centeno mezclado con orina de las víctimas— con el que se alimentó a un perro. La teoría era que si Abigail y Betty estaban embrujadas, el perro presentaría síntomas similares, ratificando así la presencia y práctica de brujería.
Debido a sus afirmaciones de estar poseídas, se realizaron una serie de falsas acusaciones, que resultarían en la muerte de veinte personas. En febrero de 1692 tres mujeres fueron arrestadas bajo sospecha de brujería: Sarah Good, Sarah Osborne y Tituba. Todas fueron encontradas culpables, pero la única en confesar fue Tituba. Al no haber confesión por parte de las otras dos, se las condenó entonces a morir en la horca (Sarah Good) y en prisión (Sarah Osborne) respectivamente. Tituba fue liberada tras un año de prisión, cuando un desconocido pagó por su liberación.
Sin las denuncias legales de adultos en su nombre, las "afligidas" nunca habrían sido escuchadas en un tribunal, pues eran menores. En las sociedades preindustriales, niños y mujeres solteras apenas eran tenidos en cuenta y carecían de poder legal. No está claro porque Abigail, al contrario que su prima Betty, continuo con los ataques y empezó a acusar a personas respetables. Algunos historiadores, como Norton y Roach, especulan que Abigail, una menor huérfana, disfrutaba al verse de repente como centro de atención y con poder sobre los adultos.
Aunque mantuvo un papel principal como acusadora al inicio de los juicios, especialmente en marzo, abril y mayo, su último testimonio data del 3 de junio de 1692. No se conserva ninguna documentación que explique su brusca desaparición de los procesos. También se desconoce su vida posterior. Aunque hay cierta tradición en creer que nunca se casó, murió joven y sola en el ostracismo, tampoco hay evidencia.

## Cultura popular
Abigail es el personaje principal en Las brujas de Salem, obra teatral escrita en 1952 por Arthur Miller y basada en los hechos acontecidos en Salem, Massachusetts, aunque trastocando sucesos y figuras. Abigail, una niña de once años, es convertida en una adolescente de dieciséis o diecisiete. En las adaptaciones cinematográficas de 1957 y 1996, Abigail fue interpretada por Mylène Demongeot y Winona Ryder respectivamente.
Abigail aparece también en el videojuego Murdered: Soul Suspect.
En la película El aprendiz de brujo, Abigail es interpretada por la actriz Nicole Ehinger.
La banda norteamericana Motionless In White hizo una canción en honor a Abigail de su primer álbum Creatures del año 2010.
Abigail es un personaje secundario en Winds of Salem, el tercer libro de la serie Las Brujas de East End de Melissa de la Cruz. En este libro ella es una niña de 13 años, sobrina del Reverendo Samuel Parris. Abby es mostrada como una chica inteligente manipuladora y la responsable de iniciar los juicios de brujas y causar la muerte de Freya Beauchamp, después de que esta se rehusará a mostrarle sus poderes, poderes de los cuales solo tenía conocimiento su mejor amiga, Mercy Lewis.
Abigail Williams es una banda estadounidense de metal extremo (blackcore) originaria de Phoenix, Arizona; pero actualmente residen en Nueva York. La banda fue formada en el año 2005.
En el libro “Así se cuelga a una Bruja”, Abigail es un personaje terciario. Ella es la hermana de uno de los coprotagonistas llamado Elijah.
En el juego para móviles "Fate/Grand Order", Abigail puede ser invocada como una Servant de la clase "Foreigner" durante el evento de Salem 2017. Owada Hitomi es quien le presta voz y Kuroboshi Kohaku es quien le otorga una apariencia.